# Истрорумынский язык
Истрорумы́нский язык (также истрийский или истриотский; самоназвание: vlåskę límbę, vlåškę límbę — «влашский язык») — язык истрорумын, относится к балканороманской подгруппе романской группы индоевропейской семьи языков. Лингвистами рассматривается как смешанный романо-славянский язык, или, особенно в румынском языкознании, как диалект румынского языка, однако с уточнением, что он, вместе с арумынским и мегленорумынским, входит в группу атипичных дивергентных диалектов, не взаимодействующих с современным румынским в его литературной форме. Истрорумынский язык распространён в Хорватии — в нескольких сёлах в восточной части полуострова Истрия (до XIX века истрорумынский ареал был более обширным, достигал Триеста и частично захватывал острова Раб и Крк). Истрорумынский язык находится на грани исчезновения, численность его носителей постоянно снижается, по данным на 2007 год этим языком владело около 300 человек. Истрорумынский язык сформировался на основе романских говоров морлаков или мавровлахов — пастухов, кочевавших в Сербии, Боснии и Хорватии, и переселившихся затем в Истрию из Северной Далмации в XV—XVI веках.
Изучение истрорумынского языка началось в XIX веке. Термин «истрорумынский язык» получил распространение благодаря работам современного хорватского романиста П. Скока. Выделяют два диалектных ареала — северный (жеянский говор) и южный (говоры сёл, расположенных южнее горы Учка). Язык бесписьменный.

## О названии
Этноним «истрорумын» (рум. istroromân) придумал в 1847 году Георге Асаки. Помимо истрорумынского язык называют также истрийским и истриотским (словом «истриотский» обозначают также истророманский язык). Единого самоназвания истрорумыны не имеют, обозначая себя в соответствии с населяемой местностью (žeɪ̯ånți «жеянцы», susńevnți «сушневцы», novošåni «новошане»), язык называют соответствующим прилагательным (žeɪ̯ånski, susńevski, novošånski) или используют наречие po našu «по-нашему». Кроме того, в южных говорах бытует этноним vlåh и название языка vlåskę límbę, vlåškę límbę. Благодаря румынским диалектологам к истрорумынам попали названия Rumúni и Rumunjevi. Хорваты называют истрорумынов Rumunji и Vlahi (южных), а также Ćiribirci, Ćićerani и Ćići/Čići (применяется также к хорватам, живущим по соседству).

## Лингвогеография

### Ареал и численность

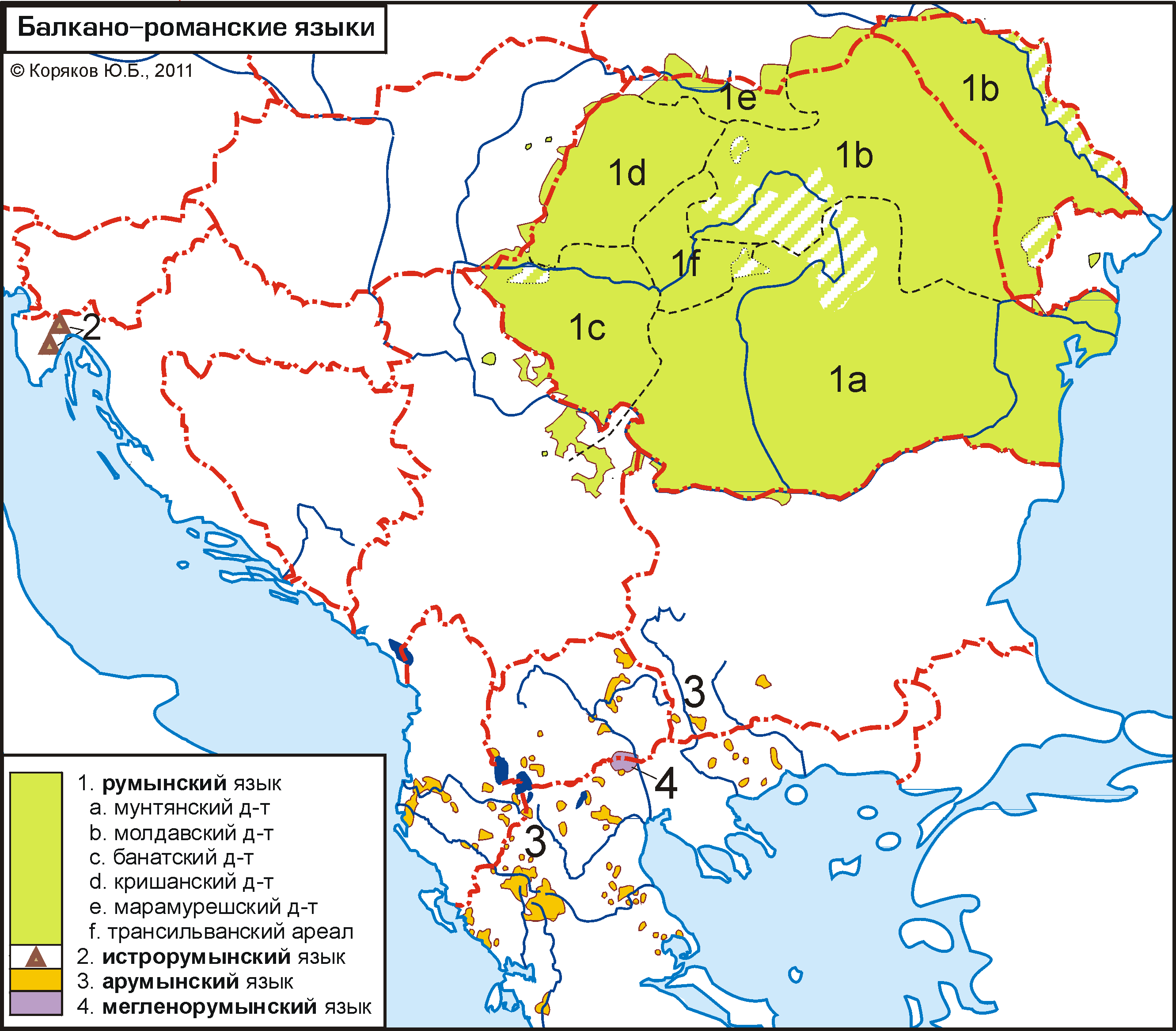
Истрорумынский и другие восточнороманские языки

Истрорумынский — вымирающий язык. Носители истрорумынского языка проживают лишь в нескольких сёлах восточной части полуострова Истрия (Хорватия). Самым большим населённым пунктом, где говорят на истрорумынском, является село Жеяне на северо-востоке полуострова близ границы со Словенией.
С XIX века число носителей истрорумынского неуклонно уменьшалось. В XIX веке их было (по оценочным подсчётам) около 8000, в межвоенный период приблизительно 2000, 500 человек в 1964 году и 450 — в 1994. По другим подсчётам, в 1971 году говорящих на истрорумынском было около полутора тысяч, в 1982—1983 годах — 555 человек. На 2007 год носителей истрорумынского языка насчитывалось около 300 человек, 1100 владело им как вторым языком. При этом все носители истрорумынского владеют также сербо-хорватским языком. На истрорумынском не говорят дети и почти не говорит молодёжь. По оценкам учёных, при сохранении текущего положения дел, истрорумынский вымрет в течение 20-30 лет.
Существуют истрорумынские диаспоры за пределами Хорватии, самая крупная — в Нью-Йорке (200—300 человек), небольшие группки живут в Кливленде, Флориде, а также Канаде, Австралии и Новой Зеландии.

### Социолингвистические сведения и статус
В романистике понятие «истрорумынский язык» (иногда встречается термин «истрорумынский язык/диалект») означает совокупность восточнороманских говоров восточной Истрии, объединяемых в один языковой тип. Истрорумынские говоры не имеют наддиалектной формы, объединяющей всех или какую-либо часть истрорумын, кроме того, разрозненность данных говоров выражается тем фактом, что их носители не обладают единым самосознанием и не имеют единого самоназвания языка, часто называют себя и свою речь по той местности, которую они населяют (в то же время истрорумыны считают себя частью хорватского этноса). Истрорумынский язык не имеет литературной нормы, не имеет письменности (хотя и предпринимаются попытки её создания), единственная его функция — устное бытовое общение. Соответственно, истрорумынский язык характеризуется отсутствием какого бы то ни было учебно-педагогического статуса. Фольклорная традиция у истрорумын развита слабо. Для языковой ситуации истрорумынского ареала характерен билингвизм, помимо родных говоров все жители истрорумынских сёл владеют хорватским языком в его диалектной чакавской или литературной форме. Часть представителей старшего поколения истрорумын знают также итальянский и венецианский языки.
Существуют различные взгляды на статус истрорумынского языка:
- считается отдельным языком, развившимся непосредственно из балканской латыни[12] (П. Скок);
- считается одним из четырёх исторических диалектов румынского языка (наряду с дакорумынским, арумынским и мегленорумынским) исходя из теории единого румынского языка (согласно которой в середине I тысячелетия н. э. сложился единый проторумынский, или общерумынский, язык, включающий все романские говоры на Балканах);
- считается историческим западным поддиалектом дакорумынского языка, отделившимся от последнего в ранний период и начавшим самостоятельное развитие в изоляции от остального дакорумынского ареала (О. Денсушяну);
- рассматривается как смешанный романо-славянский язык (И. Котяну, Р. Сырбу);

При самых различных точках зрения на статус и историческое развитие истрорумынского идиома многими лингвистами (С. Пушкариу, А. Росетти, Э. Петрович) отмечаются структурные параллели истрорумынского с дакороманским языком. В то же время существует и большое число структурных различий истрорумынского с дакороманским языком. Этот факт, а также факт длительного независимого развития истрорумынского (с X века) в тесном межъязыковом контакте с южнославянскими говорами и факт отсутствия влияния румынской литературной нормы затрудняют рассмотрение истрорумынского как части румынской языковой системы. В связи с этим в современной романистике всё чаще истрорумынский идиом рассматривается как самостоятельный балканороманский язык.

### Диалекты
Истрорумынский язык разделяется на два диалектных ареала — северный (северо-восток Истрии, горный массив Чичария), включает говор села Жеяне (Žei̯ân, хорв. Žejane), и южный — говоры в нескольких сёлах к югу от горы Учка: Сусневица/Шушневица (Susńévițe, Šušńévițe, хорв. Šušnjevica), Носело (Nóselo, Nósolo, хорв. Nova Vas), Сукодру (Sucódru, хорв. Jasenovik), Бэрдо (Bârdo, хорв. Brdo) и Летай (Letåi̯, хорв. Letaj), а также ряд хуторов. Так как географически северная и южная части истрорумынского ареала изолированы друг от друга (разделены областью распространения говоров хорватского языка), диалектный континуум в истрорумынском языковом ареале отсутствует.
Северный (жеянский) говор отличается от южных говоров на всех языковых уровнях.
Для жеянского говора характерны такие диалектные черты, как распространение звонкого фрикативного [ɣ] в соответствии фонеме /g/; отсутствие фонемы /æ/ в исходе слова; синтетическое склонение имён; неразличение определённой и неопределённой формы существительных женского рода единственного числа, связанное с отсутствием фонемы /æ/ в окончаниях: o casa «(какой-то) дом» — casa «(определённый) дом»; неразличение числа у некоторых форм существительного женского рода на -e: žénske «женщина» — žénske «женщины».
В южных говорах отмечается менее выраженная дифтонгизация ударных гласных и назализация гласных перед [n]; более последовательное противопоставление гласных фонем /a/ и /å/ в ударном слоге; различение определённой и неопределённой формы существительных женского рода единственного числа; различение числа в формах существительного женского рода на -e: žénskę «женщина» — žénske «женщины»; для шушневицкого говора характерен так называемый цакавизм — отсутствие противопоставления согласных /t͡s/ — /t͡ʃ/; /s/ — /ʃ/; /z/ — /ʒ/, вместо которых произносятся апикоальвеолярные звуки, данное явление развилось под влиянием хорватских говоров.
Северную и южную части истрорумынского языкового ареала разделяют многочисленные различия в области лексики:
| жеянский говор | южные говоры | значение  |
| -------------- | ------------ | --------- |
| nébo           | țer          | «небо»    |
| četåte         | grad         | «город»   |
| urs            | medvid       | «медведь» |

## Письменность
Собственная письменность у истрорумынов отсутствует. В научных публикациях истрорумынский записывается румынским алфавитом с добавлением ряда букв: å, ä или ę, ľ, ń, š (наряду с ș).

## История

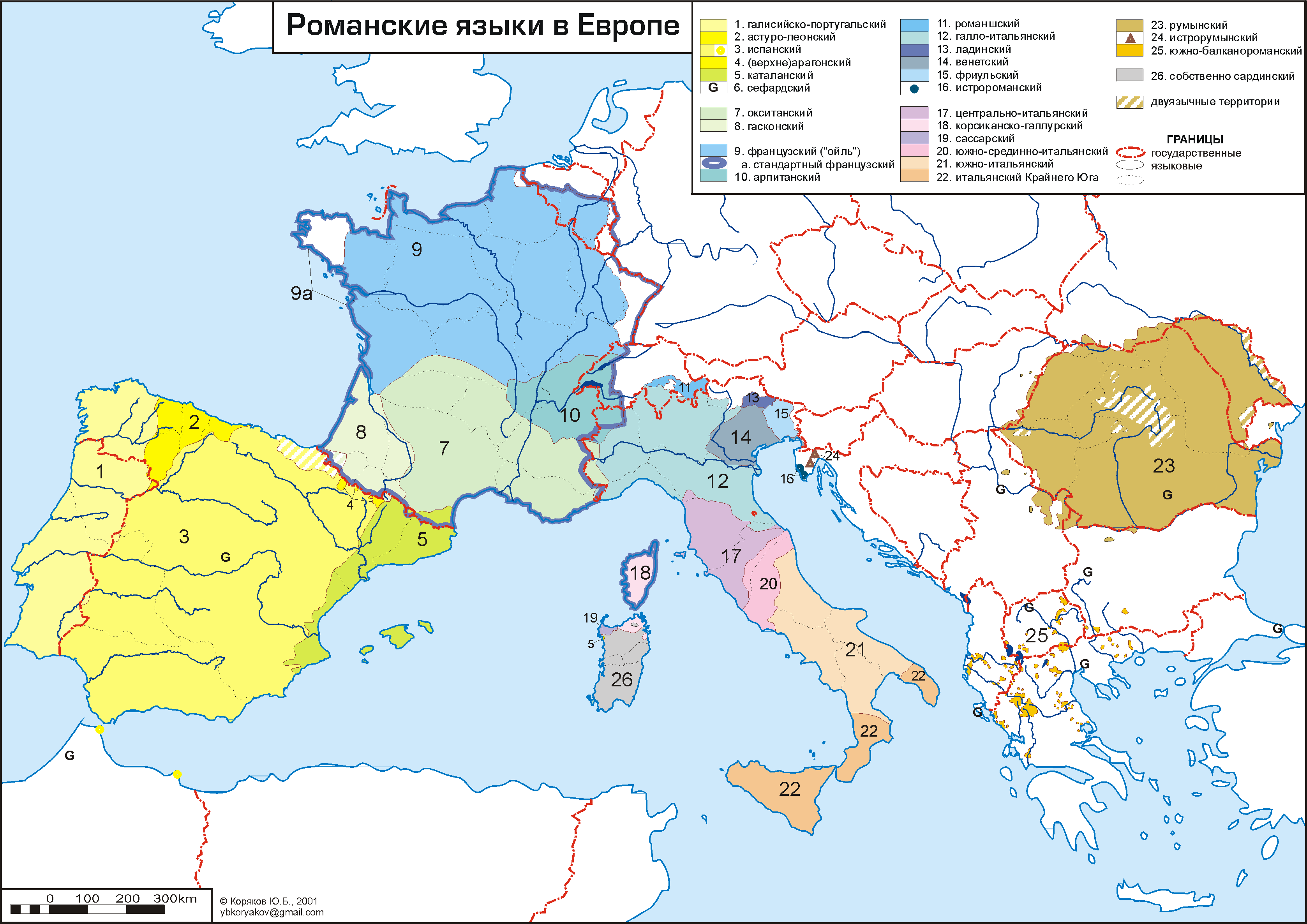
Истрорумынский среди других романских языков

Как и другие балкано-романские языки, истрорумынский язык восходит к балканской латыни (рум. româna comună), которая стала распадаться около X века н. э.. Согласно альтернативной точке зрения отделение истрорумынского от дакорумынских диалектов произошло в XIII веке.
Исторически истрорумыны являются потомками романоязычных пастухов (морлахов), кочевавших в Средние века по Балканскому полуострову. Согласно письменным источникам, уже в XII веке они доходили до Тальяменто, однако неизвестно, насколько долго они там задерживались. Первые сведения о истрорумынах, живущих в районе Чичарии и острова Крк относятся к концу XV — началу XVI века. В Жеяне истрорумыны поселились в 1510 году. Эпидемии чумы и холеры в XV веке серьёзно проредили население Истрии, и Венецианская республика, которой Истрия на тот момент принадлежала, проводила политику, направленную на прекращение миграционных процессов и увеличение оседлости населения.
Существуют две версии происхождения истрорумын. Согласно первой, они пришли с востока, с правого (области реки Моравы, центральной Сербии и частично Болгарии) либо с левого берега Дуная (области Трансильвании и Баната). Согласно второй, прародина истрорумынов лежит к югу от Дуная.
Вплоть до XIX века ареал языка охватывал большую часть полуострова Истрия, вплоть до Триеста, а также острова Раб и Крк. На островах истрорумынский язык вымер в первой половине XIX века.
В 1925 году Андрей Главина, уроженец Шушневицы, получивший образование в Румынии, организовал школу, преподавание в которой велось на истрорумынском и румынском языках. Количество учеников в ней доходило до 443 человек. После преждевременной смерти Главины в 1925 году школа прекратила своё существование.
В 1994 году в Триесте Э. П. Рациу основал истрорумынскую ассоциацию «Andrei Glavina», занимающуюся изданием книг и журналов на истрорумынском языке.

## Лингвистическая характеристика

### Фонетика и фонология

#### Гласные
Система гласных истрорумынского языка:
| Подъём\ряд     | Передний | Средний | Задний |
| -------------- | -------- | ------- | ------ |
| Верхний        | i        |         | u      |
| Средне-верхний | e        | ə       | o      |
| Средне-нижний  | æ        |         | å      |
| Нижний         |          | a       |        |

#### Согласные
Система согласных истрорумынского языка:
| Способ артикуляции ↓     | Губно-губные | Губно-зубные | Зубные | Альв.  | Палат. | Заднеяз. | Глотт. |
| Взрывные                 | p b          |              | t d    |        | c (ɟ)  | k g      |        |
| Носовые                  | m            |              | n      |        | ɲ      |          |        |
| Дрожащие                 |              |              | r      |        |        |          |        |
| Аффрикаты                |              |              | t͡s     | ʧ (dʒ) |        |          |        |
| Фрикативные              |              | f v          | s z    | ʃ ʒ    |        | x (ɣ)    | (h)    |
| Скользящие аппроксиманты | (w)          |              |        |        | j      |          |        |
| Боковые                  |              |              | l      |        | ʎ      |          |        |

В жеянском диалекте g во всех позициях, кроме сочетаний ng и gľ реализуется как ɣ. Звуки ď (ɟ) и dž (dʒ) встречаются только в заимствованиях. Звук h является аллофоном x.

#### Просодия
Ударение — динамическое, свободное, подвижное. Служебные слова ударения не несут.

### Морфология

#### Имя существительное
Истрорумынское существительное обладает категориями рода, числа, падежа и определённости/неопределённости.
Существительные могут быть трёх родов: мужского, женского и обоюдного (в жеянском диалекте отсутствует). Кроме того, в жеянском диалекте под влиянием хорватского языка происходит становление среднего рода, к которому относятся некоторые заимствованные слова.
Способы образования множественного числа у существительных мужского рода:
- чередование конечного согласного (для слов, оканчивающихся на t, d, n, k, ɣ, x, s, z, l): ån «год» — åń «годы», suséd «сосед» — suséz «соседи»;
- окончание -i (для слов, оканчивающихся на -u после группы «взрывной + сонорный»): ócľu «глаз» — ócľi «глаза»;
- утрата конечного -e (иногда с чередованием гласных и согласных в корне): fråte «брат» — fråț «братья», šårpe «змея» — šerp «змеи»;
- окончание -ure: om «муж» — ómure «мужья»;
- окончание -ľ (с диахронической точки зрения, это -ľ было утрачено в единственном числе, но сохранено во множественном): vițé «телёнок» — vițéľ «телята».

Способы образования множественного числа у существительных женского рода:
- окончание -e (для слов с окончаниями -ę и -a в единственном числе): cåpra «коза» — cåpre «козы», fę́tę «девушка» — fę́te «девушки». У существительных на -ę́ сопровождается восстановлением утраченного в единственном числе l: stę «звезда» — stęle «звёзды»;
- утрата окончания (иногда с чередованием гласных и согласных в корне): muľåre «женщина» — muľer «женщины», musca «муха» — mušt «мухи»;
- окончание -i: limba «язык» — limbi «языки».

Кроме того, существительные, оканчивающиеся на -p, -b, -f, -v, -m, -ț, -č, -š, -ž, -ľ, -ń, -r, -ľe, -ńe, -če, -še, -že не различают форм числа.
У существительных выделяется два падежа: прямой (именительно-винительный) и косвенный (родительно-дательный). Склонение преимущественно аналитическое, то есть падежные значения передаются формами артикля, а не собственно существительного, однако при склонении неопределённой формы, существительные женского рода, заканчивающиеся на -a, принимают форму -e. В жеянском диалекте сохранились и флективные формы определённого склонения, в южном диалекте определённое склонение полностью аналитично.
Некоторые существительные также имеют звательную форму: ómule «дружище!», sóro «сестра!».

#### Имя прилагательное
Прилагательные согласовываются с существительными по роду и числу. Степени сравнения прилагательных образовываются аналитически: сравнительная при помощи наречия mai̯ «более» (mai̯ måre «старше»), а превосходная ударной формы этого наречия: måi̯ (måi̯ måre «самый старший»).

#### Числительное
Многие числительные были заимствованы из хорватского:
|      | Количественные                                                   | Порядковые                                                 |
| ---- | ---------------------------------------------------------------- | ---------------------------------------------------------- |
| 1    | ur (м. р.), úro (ср. р.) úra (ж. р., северн.), úrę (ж. р., южн.) | p(ă)rvi (м. р.), p(ă)rvi (ср. р.) p(ă)rva, p(ă)rvę (ж. р.) |
| 2    | dói̯ (м. р.), do (ж. р.)                                          | dói̯le (м. р.), dóvo (ср. р.), dóva (ж. р.)                 |
| 3    | trei̯                                                             | trei̯le (м. р.), treɪ̯o (ср. р.), treɪ̯a (ж. р.)              |
| 4    | pátru                                                            |                                                            |
| 5    | činč, ținț                                                       |                                                            |
| 6    | šåse                                                             |                                                            |
| 7    | šåpte                                                            |                                                            |
| 8    | opt (сев.), os(a)n (юж.)                                         |                                                            |
| 9    | dévet                                                            |                                                            |
| 10   | déset                                                            |                                                            |
| 11   | i̯edănái̯st                                                        |                                                            |
| 12   | dvanái̯st                                                         |                                                            |
| 13   | trinái̯st                                                         |                                                            |
| 20   | dvádeset                                                         |                                                            |
| 21   | dvádeset ši ur                                                   |                                                            |
| 30   | trídeset                                                         |                                                            |
| 40   | cvarnår                                                          |                                                            |
| 50   | pedesét                                                          |                                                            |
| 60   | šéstdeset                                                        |                                                            |
| 70   | sédamdeset                                                       |                                                            |
| 80   | ósamdeset                                                        |                                                            |
| 90   | dévetdeset                                                       |                                                            |
| 100  | sto                                                              |                                                            |
| 200  | dvísto                                                           |                                                            |
| 300  | trísto                                                           |                                                            |
| 1000 | míľe                                                             |                                                            |

#### Местоимение
Местоимения в истрорумынском языке имеют те же разряды, что и в румынском языке — личные, возвратные, усилительные,
притяжательные, указательные, неопределённые (с отрицательными) и вопросительно-относительные:
- личные местоимения (i̯o «я»; noi̯ «мы»; tú «ты»; voi̯ «вы»; i̯e «он»; i̯å «она»; i̯eľ «они» в мужском роде, i̯åle «они» в женском роде) обладают категориями лица, числа, рода (в 3-м лице) и падежа (именительный, дательный и винительный); выделяют две системы форм в косвенных падежах — ударные и неударные, в неударных местоимениях отмечается наличие различных позиционных вариантов;
- возвратное местоимение: síi̯e с безударными формами (âš, -š, âši, šɪ̯-) в дательном падеже; síre с безударными формами (se, s-) в винительном падеже;
- притяжательные местоимения: mev, me «мой»; tev, te «твой»; sev, se «его»; nóstru «наш»; vóstru «ваш»; sev, se «их» (формы мужского рода); må, mę «мой»; tå, tę «твой»; sev, sę «её»; nóstra «наш»; vóstra «ваш»; så, sę «их» (формы женского рода); данный разряд местоимений согласуется в лице с обладателем и в роде с обладаемым, частично изменяются по падежам; в жеянском говоре перед притяжательным местоимением ставится неизменяемая частица a: a mev «мой»[32];
- вопросительные местоимения: če, țe «что»; číre, țíre «кто»; родительный-дательный падеж lu cuɪ̯ «кого, кому, чей» и т. д.

Склонение личных местоимений единственного числа:
| Лицо     | Лицо        | Именительный падеж | Дательный падеж | Дательный падеж          | Винительный падеж | Винительный падеж |
| Лицо     | Лицо        | Именительный падеж | ударная форма   | безударная форма         | ударная форма     | безударная форма  |
| -------- | ----------- | ------------------ | --------------- | ------------------------ | ----------------- | ----------------- |
| 1-е лицо | 1-е лицо    | i̯o                 | míi̯e            | âm, m-, -m, âmi̯, mi̯-, mi | mire              | me, m-            |
| 2-е лицо | 2-е лицо    | tú                 | țíi̯e            | âț, ț-, -ț, âți̯, ți̯-, țí | țire              | te, t-            |
| 3-е лицо | мужской род | ɪ̯e                 | a lui̯           | âľ, ľ-, -ľ, ľi           | i̯e                | âl, l-, -l        |
| 3-е лицо | женский род | i̯å                 | a ľeɪ̯           | âľ, ľ-, -ľ, ľi           | i̯å                | o, vo             |

Склонение личных местоимений множественного числа:
| Лицо     | Лицо        | Именительный падеж | Дательный падеж | Дательный падеж  | Винительный падеж | Винительный падеж |
| Лицо     | Лицо        | Именительный падеж | ударная форма   | безударная форма | ударная форма     | безударная форма  |
| -------- | ----------- | ------------------ | --------------- | ---------------- | ----------------- | ----------------- |
| 1-е лицо | 1-е лицо    | noi̯                | a no            | na, n-, ni       | noi̯               | na, n-            |
| 2-е лицо | 2-е лицо    | voɪ̯                | a vo            | va, v-, vi       | voi̯               | va, v-            |
| 3-е лицо | мужской род | i̯eľ                | a lor           | la, l-           | i̯eľ               | âľ, ľ-, -ľ        |
| 3-е лицо | женский род | i̯åle               | a lor           | la, l-           | i̯åle              | le, l-            |

#### Глагол
У истрорумынского глагола выделяют категории вида, наклонения (изъявительное, сослагательное, повелительное), времени (настоящее, прошедшее и будущее), лица, числа и залога (активный, возвратный, пассивный).
Спряжение глаголов в настоящем времени на примере слов scapå «убежать», fåțe «делать», avzí «слышать», cuhę́i̯ «варить».
| Лицо и число       |        |       |       |         |
| ------------------ | ------ | ----- | ----- | ------- |
| 1-е лицо ед. числа | scåp   | fåc   | åvdu  | cuhésc  |
| 2-е лицо ед. числа | scåpi  | fåți  | åvzi  | cuhéšti |
| 3-е лицо ед. числа | scåpę  | fåțe  | åvde  | cúhę    |
| 1-е лицо мн. числа | scapån | fåțén | avzín | cuhę́i̯n  |
| 2-е лицо мн. числа | scapåț | fațéț | avzíț | cúhę́i̯ț  |
| 3-е лицо мн. числа | scåpu  | fåcu  | åvdu  | cuhéscu |

Имперфект в истрорумынском утрачен, лишь отдельные реликты сохранились в южных говорах. В значении прошедшего времени используется старый перфект, формы которого образуются путём сочетания форм вспомогательного глагола (a)vę́ «иметь» с причастием смыслового глагола. Вспомогательный глагол чаще ставится после основного. Формы будущего времени образуются путём сочетания форм вспомогательного глагола (v)rę «хотеть» с инфинитивом смыслового глагола.
Спряжение глаголов в прошедшем и будущем временах:
| Лицо и число       | Прошедшее время | Будущее время |
| ------------------ | --------------- | ------------- |
| 1-е лицо ед. числа | am facút        | voi̯ fåțe      |
| 2-е лицо ед. числа | ai̯ facút        | ver fåțe      |
| 3-е лицо ед. числа | a facút         | va fåțe       |
| 1-е лицо мн. числа | an facút        | ren fåțe      |
| 2-е лицо мн. числа | aț facút        | veț fåțe      |
| 3-е лицо мн. числа | a facút         | vor fåțe      |

В сослагательном наклонении также различаются три времени, но формы сослагательного наклонения прошедшего времени употребляются редко. Формы настоящего времени образуются путём сочетания форм вспомогательного глагола (v)rę «хотеть» с инфинитивом смыслового глагола. Формы прошедшего времени состоят из глагола (v)rę, инфинитив или причастие глагола fi «быть» и инфинитив или причастие смыслового глагола. Формы будущего времени синтетические и продолжают латинское futurum secundum.
Спряжение глаголов в настоящем и прошедшем временах сослагательного наклонения:
| Лицо и число       | Прошедшее время | Будущее время               |
| ------------------ | --------------- | --------------------------- |
| 1-е лицо ед. числа | ręš fåțe        | ręš fost fåțe, ręš fi facút |
| 2-е лицо ед. числа | ręɪ̯ fåțe        | ręɪ̯ fost fåțe, ręɪ̯ fi facút |
| 3-е лицо ед. числа | rę fåțe         | rę fost fåțe, rę fi facút   |
| 1-е лицо мн. числа | ręn fåțe        | ręn fost fåțe, ręn fi facút |
| 2-е лицо мн. числа | ręț fåțe        | ręț fost fåțe, ręț fi facút |
| 3-е лицо мн. числа | rę fåțe         | rę fost fåțe, rę fi facút   |

Спряжение глаголов в будущем времени сослагательного наклонения:
| Лицо и число       |          |         |         |          |
| ------------------ | -------- | ------- | ------- | -------- |
| 1-е лицо ед. числа | scapår   | facúr   | avzír   | cuhę́i̯r   |
| 2-е лицо ед. числа | scapåri  | facúri  | avzíri  | cuhę́i̯ri  |
| 3-е лицо ед. числа | scapåre  | facúre  | avzíre  | cuhę́i̯re  |
| 1-е лицо мн. числа | scapårno | facúrno | avzírno | cuhę́i̯rno |
| 2-е лицо мн. числа | scapåreț | facúreț | avzíreț | cuhę́i̯reț |
| 3-е лицо мн. числа | scapår   | facúru  | avzíru  | cuhę́i̯ru  |

Формы повелительного наклонения (второго лица единственного и множественного чисел) обычно равны соответствующим формам изъявительного наклонения, однако есть несколько исключений, например, víro «иди (сюда)» и ådo «принеси». Отрицательные формы повелительного наклонения единственного числа образуются сочетанием частицы nu с инфинитивом.
Из неличных форм имеются инфинитив, причастие и герундий.

### Синтаксис
В синтаксисе сильно сказывается влияние хорватского языка, что выражается в свободном порядке слов и тенденции ставить определяющее перед определяемым. Разница между вопросом и утверждением, а также между подлежащим и дополнением определяется интонацией.

### Лексика
Бо́льшая часть лексики (около 65 %) имеет латинское происхождение. Имеется множество заимствований из хорватского языка (cńige «(священная) книга», ócna «окно»), а также некоторое количество итальянизмов (sémpre «всегда», setimåne «неделя»).

## История изучения
Первые научные работы об истрорумынском языке появились в XIX веке. Первое издание текстов было опубликовано немцем Г. Вейгандом. В дальнейшем истрорумынским языком занимались итальянские, румынские и хорватские учёные, такие как М. Бартоли, С. Пушкариу, Э. Петрович, Т. Кантемир, А. Ковачец, Й. Котяну, П. Нейеску.

## Пример текста
«Отче наш», записанный в 1856 году в Шушневице:
Țåțe nostru car le šti în țer, neca se spuné voľa a te, cum în țer, ašå ši pre pemint. Pera nostre saca zi de nam åstez. Odprosté nam dužan, ca ši noi odprostim a lu nostri dužniț. Neca nu na tu vezi en napastovańe, neca na zbavešt de zvaca slabé. Amen.